# Gigant (film)
Gigant (uvedeno rovněž jako Obr; v anglickém originále Giant) je americký epický dramatický film z roku 1956 v režii George Stevense, podle scénáře Freda Guiola a Ivana Moffata, adaptovaného z románu Edny Ferberové z roku 1952. V hlavních rolích se objevují Elizabeth Taylorová, Rock Hudson a James Dean, dále hrají Carroll Bakerová, Jane Withersová, Chill Wills, Mercedes McCambridgeová, Dennis Hopper, Sal Mineo, Rod Taylor, Elsa Cárdenasová a Earl Holliman.
Pro Deana šlo o poslední ze tří filmů, ve kterých hrál hlavní roli, a vynesl mu druhou a poslední nominaci na Oscara. Před uvedením filmu do kin zahynul při autonehodě. Jeho přítel Nick Adams byl osloven, aby nadaboval některé Deanovy repliky.
V roce 2005 byl film vybrán k uchování v Národním filmovém registru Spojených států amerických, spravovaném Knihovnou Kongresu, jako „kulturně, historicky nebo esteticky významný“.

## Děj
V polovině 20. let 20. století odjíždí bohatý texaský rančer Jordan „Bick“ Benedict Jr. do Marylandu, aby koupil koně. Tam se seznámí se společensky významnou Leslie Lynntonovou. Dvojice se brzy vezme a vrací se na rozlehlý dobytkářský ranč Benedictovy rodiny – Reata – v Texasu. Po příjezdu dochází ke střetům mezi Leslie a Bickovou dominantní sestrou Luz, která si i nadále nárokuje kontrolu nad domácností. Leslie postupně poznává hluboce zakořeněné patriarchální normy a rasovou nerovnost v texaské společnosti, zejména diskriminaci vůči hispánskému obyvatelstvu. Během prohlídky ranče s pomocníkem Jettem Rinkem, který k Leslie chová city, si povšimne špatných životních podmínek hispánských dělníků a přesvědčuje Bicka, aby jejich situaci zlepšil. Snaží se mimo jiné zajistit lékařskou péči pro Ángela Obregóna Jr., syna jednoho z pracovníků, což Bick zprvu odmítá, neboť rodinný lékař nepečuje o nebílé pacienty.
Luz tragicky zahyne po pádu z Leslieina koně. Ve své závěti odkazuje malý kus půdy Jettu Rinkovi, což Bicka rozčílí. Jett odmítá Bickovu nabídku na odkoupení pozemku a pojmenuje ho „Little Reata“.
Leslie a Bick mají dvojčata – Jordana III. („Jordyho“) a Judy, později se jim narodí ještě dcera Luz II. Kvůli manželským neshodám odjíždí Leslie s dětmi na delší dobu ke svým rodičům do Marylandu. Bick za nimi přijíždí, pár se usmíří a vrací se zpět do Texasu.
Mezitím Jett pracuje na svém pozemku a objeví ropu. Díky nově nabytému bohatství se snaží přesvědčit Bicka, aby na Reatě umožnil těžbu, ten to však odmítá – chce zachovat tradiční chov dobytka.
Do roku 1941 děti dospívají a přinášejí nové výzvy. Bick očekává, že Jordy převezme ranč, ale ten chce být lékařem. Leslie chce, aby Judy studovala ve Švýcarsku, ale dcera touží studovat živočišnou výrobu na texaské technické univerzitě. Každé dítě nakonec získá podporu jednoho z rodičů.
Na rodinném vánočním setkání, krátce po útoku na Pearl Harbor, nabídne Bick Judyině manželovi, Bobu Daceovi, poválečné místo na ranči. Ten to odmítá a plánuje s Judy vlastní cestu. Uvědomujíc si, že jeho děti nejspíš v rodinné tradici pokračovat nebudou, Bick nakonec souhlasí s těžbou ropy na Reatě. Rodina díky tomu zbohatne. Později se Jordy ožení s Juanou, dcerou hispánského lékaře, který v dětství poskytoval lékařskou péči Ángelu Obregónovi Jr.
Jett, nyní významný ropný magnát, pořádá okázalý večírek ve svém hotelu v Austinu a pozve na něj Benedictovy. Krátké sblížení mezi ním a Luz II. končí, když ona odmítne jeho neobratnou žádost o ruku. Opilý Jett nařídí, aby jeho hotel neobsluhoval osoby hispánského původu, kvůli čemuž je Juana ignorována v hotelovém salónu. Jordy Jetta konfrontuje, ale je napaden a vyhozen. Bick Jetta rovněž vyzve, ale když si uvědomí v jakém je stavu, vyhne se potyčce. Později se Jett pokusí pronést řeč, zhroutí se a Luz II. vyslechne jeho zoufalé vyznání dlouholeté neopětované lásky k Leslie, což ji hluboce zasáhne.
Následující den při cestě domů se Benedictovi zastaví v dineru, kde majitel Sarge urazí Juanu i jejího a Jordyho syna. Když se poté snaží vyhodit příchozí hispánskou rodinu, Bick zasáhne a popere se s ním, přičemž je nakonec sražen k zemi. Po návratu na Reatu přemýšlí o tom, že selhal v předání rodinného odkazu. Leslie jej ale uklidní – říká, že se pro ni stal hrdinou právě svým postojem v dineru, a připomíná mu, že jejich skutečným odkazem jsou jejich dva vnuci – jeden běloch a druhý Hispánec.

## Obsazení
- Elizabeth Taylorová as Leslie Benedictová
- Rock Hudson jako Jordan „Bick“ Benedict Jr.
- James Dean jako Jett Rink
- Carroll Bakerová jako Luz Benedictová II., mladší dcera Leslie a Bicka
- Jane Withersová jako Vashti Snythová, sousedka Benedictových
- Chill Wills jako strýc Bawley, Bickův strýc
- Mercedes McCambridgeová jako Luz Benedictová, Bickova sestra
- Dennis Hopper jako Jordan „Jordy“ Benedict III., syn Leslie a Bicka
- Sal Mineo jako Ángel Obregón II.
- Rodney Taylor jako Sir David Karfrey, Lacyin manžel
- Judith Evelynová jako Nancy Lynntonová, Leslieina matka
- Earl Holliman jako Robert „Bob“ Dace, Judyin manžel
- Robert Nichols jako Mort „Pinky“ Snyth, Vashtiin manžel
- Paul Fix jako Dr. Horace Lynnton, Lesliein otec
- Alexander Scourby jako starý Polo
- Fran Bennettová jako Judy Benedictová, starší dcera Leslie a Bicka
- Charles Watts jako soudce Oliver Whiteside
- Elsa Cárdenasová jako Juana Benedictová, Jordyho manželka
- Carolyn Craigová jako Lacy Lynntonová, Leslieina sestra
- Monte Hale jako Bale Clinch
- Sheb Wooley jako Gabe Target
- Mary Ann Edwardsová jako Adarene Clinchová
- Victor Millan jako Ángel Obregón
- Mickey Simpson jako Sarge
- Pilar Del Reyová jako paní Obregonová
- Maurice Jara jako Dr. Guerra
- Noreen Nashová jako Lona Laneová
- Ray Whitley jako Watts
- Napoleon Whiting jako Swazey

## Výroba

### Námět
Postava Jordana Benedicta II. a vyobrazení ranče Reata ve filmu Gigant byly inspirovány Robertem „Bobem“ J. Klebergem Jr. (1896–1974) a rančem King Ranch, který se nachází v Kingsville v Texasu. Podobně jako fiktivní Reata, jež se rozkládá na ploše přes půl milionu akrů, King Ranch zaujímá přibližně 825 000 akrů (3 340 km²) a rozprostírá se přes šest texaských okresů, včetně většiny okresu Kleberg a významné části okresu Kenedy. Historicky King Ranch fungoval především jako podnik zaměřený na chov dobytka, než byla na jeho pozemcích objevena ropa. Postava Jetta Rinka byla částečně inspirována Glennem McCarthym (1907–1988), extravagantním texaským ropným magnátem, jehož rychlý vzestup z chudoby k bohatství a proslulosti pomohl tuto postavu utvářet. Autorka Edna Ferberová se s McCarthym setkala během pobytu v jeho hotelu Shamrock v Houstonu v Texasu; toto setkání přispělo k vytvoření fiktivního hotelu Emperador, který se objevuje jak v románu, tak v jeho filmové adaptaci.

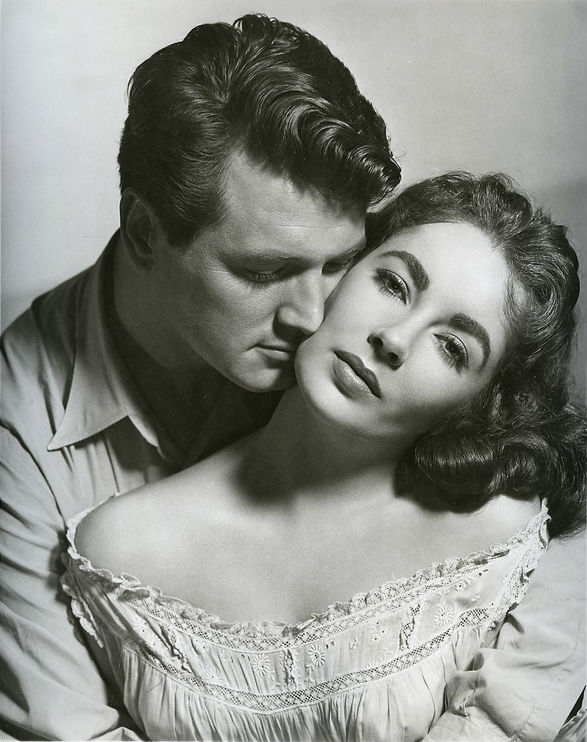
Rock Hudson a Elizabeth Taylorová ve filmu Gigant.

### Casting
Australský herec Rod Taylor získal jednu ze svých prvních hollywoodských filmových rolí poté, co si ho filmaři všimli v epizodě seriálu Studio 57 s názvem „The Black Sheep's Daughter“. 
Režisér George Stevens dal Rocku Hudsonovi na výběr mezi Elizabeth Taylorovou a Grace Kellyovou pro roli Leslie; Hudson si vybral Taylorovou.
Stevens, známý svým pečlivým přístupem k natáčení, strávil celý rok střihem filmu. Po smrti Jamese Deana v závěrečné fázi produkce byl přizván herec Nick Adams, aby nadaboval několik Deanových replik, které byly při postprodukci vyhodnoceny jako téměř neslyšitelné.

### Natáčení
Film začíná příjezdem Jordana „Bicka“ Benedicta, kterého hraje Hudson, do Ardmore v Marylandu, kde si chce koupit hřebce od rodiny Lynntonových. První část filmu byla ve skutečnosti natočena v okrese Albemarle ve Virginii a jako železniční stanice Ardmore byla použita železniční stanice Keswick ve Virginii. Velká část filmu, která zachycuje ranč Benedictů „Reata“, byla natočena v texaském městě Marfa a jeho okolí a na odlehlých suchých pláních v blízkosti, zatímco interiéry byly natočeny ve studiích Warner Bros. v Burbanku v Kalifornii. Průvod na „Den Jetta Rinka“ a scény z letiště byly natočeny na letišti v Burbanku.
James Dean dokončil hlavní natáčení v pátek 23. září 1955 a o týden později, v pátek 30. září, zahynul při autonehodě. Již následující den natáčení pokračovalo, ovšem Elizabeth Taylorová byla zprávou o jeho úmrtí natolik otřesena, že se jí udělalo zle a musela být hospitalizována, což způsobilo několikadenní zdržení.
Poslední natáčecí den proběhl 11. října 1955.

### Hudba
Hudbu nominovanou na Oscara složil ruský rodák, skladatel a dirigent Dimitri Tiomkin, který dirigoval studiový orchestr Warner Bros. Vydavatelství Capitol Records v roce 1956 vydalo část skladeb na LP, přičemž dvě z nich dirigoval Ray Heindorf.

### Témata
Film je epickým příběhem mocné texaské rančerské rodiny, která čelí výzvám měnících se časů a příchodu velkých ropných společností. Významnou vedlejší dějovou linií tvoří rasismus mnoha angloamerických obyvatel Texasu v polovině 20. století a diskriminační společenská segregace vůči mexickým Američanům. V první třetině filmu se Bick a Luz chovají k Mexičanům, kteří pracují na jejich ranči, povýšeně, což pobuřuje společensky citlivější Leslie. Bick si nakonec uvědomí své morální nedostatky – v klíčové scéně v dineru prohraje pěstní souboj s rasistickým majitelem, ale získá si Lesliein respekt tím, že se postaví na obranu lidských práv své snachy a vnuka. Další vedlejší linie se zaměřuje na Leslieinu snahu o rovná práva žen. Ta se vzpírá patriarchálnímu společenskému řádu, otevřeně vyjadřuje své názory v přítomnosti mužů a odmítá potlačovat své přesvědčení z úcty k Bickovi, což vede k jejich dočasnému odloučení.

## Uvedení
Premiéra filmu proběhla 10. října 1956 v kině Roxy Theatre v New Yorku. Do celostátní distribuce byl snímek uveden 24. listopadu 1956.
V Česku byl Gigant vydán 24. října 2003 na DVD a 2. října 2013 na Blu-ray.

## Ohlasy

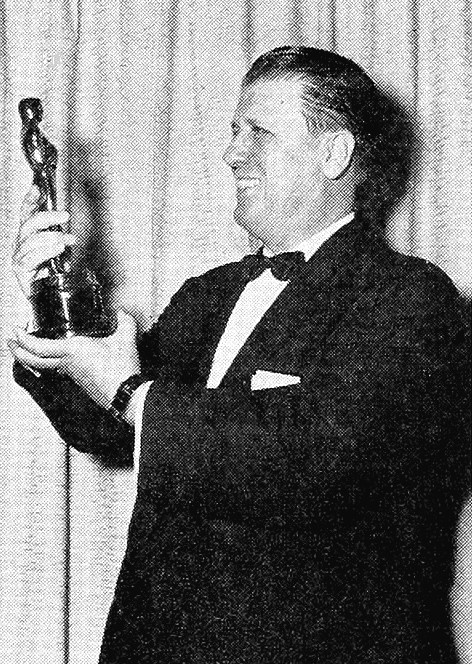
George Stevens s Oscarem za režii Giganta.

K srpnu 2025 má Gigant na Rotten Tomatoes 86% hodnocení na základě 50 recenzí. Kritický konsenzus zní: „Gigant si zaslouží své impozantní jméno díky strhujícímu příběhu podpořenému působivou kamerou, velkými myšlenkami a silnými výkony trojice legendárních hollywoodských hvězd.“ Server Metacritic, který při hodnocení používá vážený průměr, udělil filmu skóre 84 ze 100 na základě 15 recenzí, což značí „všeobecné uznání“.
Film sklidil chválu jak od kritiků, tak od diváků, a podle texaského spisovatele Larryho McMurtryho byl obzvláště oblíbený u Texasanů, ačkoli byl vůči tamní společnosti značně kritický. Bosley Crowther z The New York Times napsal: „George Stevens potřebuje tři hodiny a sedmnáct minut, aby odvyprávěl svůj příběh. To je spousta času na povídání o Texasu, ale pan Stevens natočil pořádnou porci filmu.“ Dále uvedl, že „Gigant je i přes svou složitost silným kandidátem na ocenění pro nejlepší film roku.“
Týdeník Variety uvedl, že Gigant je „z větší části vynikající film, který silně zapůsobí na všech úrovních – ať už jde o dechberoucí panoramatické záběry prašných texaských plání, osobní dramatický dopad samotného příběhu, nebo silné poselství, které má sdělit“.
Méně pochvalný byl režisér a kritik François Truffaut, který ve své rané recenzi označil Giganta za „pošetilý, vážný, prohnaný, paternalistický, demagogický film bez jakékoli odvahy, bohatý na všemožné ústupky, malichernosti a opovrženíhodné činy.“

### Tržby
Film byl obrovským kasovním úspěchem. Během svého původního uvedení do kin v roce 1956 utržil 35 milionů dolarů na prodeji vstupenek, což byl do té doby rekord společnosti Warner Brothers. Tento rekord překonal až koncem 70. let film Superman.
Během svého prvního uvedení utržil film ve Spojených státech a Kanadě na pronájmech kinům 12 milionů dolarů. V zahraničí si nevedl tak dobře a dosáhl zhruba poloviny této částky, avšak ve Francii patřil k největším hitům roku s návštěvností 3 720 999 diváků.

### Ocenění a nominace
| Ocenění                             | Kategorie                                     | Nominovaný                                                             | Výsledek  | Reference     |
| ----------------------------------- | --------------------------------------------- | ---------------------------------------------------------------------- | --------- | ------------- |
| Cena Saturn                         | Nejlepší DVD nebo Blu-ray kolekce             | Gigant (jako součást „The James Dean Ultimate Collector's Collection“) | nominace  |               |
| Cena Sdružení amerických scenáristů | Nejlepší scénář amerického dramatického filmu | Ivan Moffat a Fred Guiol                                               | nominace  | [ 34 ]        |
| Directors Guild of America Awards   | Nejlepší režie                                | George Stevens                                                         | vítězství | [ 35 ]        |
| Donatellův David                    | Nejlepší zahraniční produkce                  | Nejlepší zahraniční produkce                                           | vítězství | [ 36 ]        |
| New York Film Critics Circle Awards | Nejlepší film                                 | Nejlepší film                                                          | nominace  | [ 37 ] [ 38 ] |
| New York Film Critics Circle Awards | Nejlepší scénář                               | Ivan Moffat a Fred Guiol                                               | nominace  | [ 37 ] [ 38 ] |
| Oscar                               | Nejlepší film                                 | George Stevens a Henry Ginsberg                                        | nominace  | [ 37 ] [ 38 ] |
| Oscar                               | Nejlepší režie                                | George Stevens                                                         | vítězství | [ 37 ] [ 38 ] |
| Oscar                               | Nejlepší herec                                | James Dean                                                             | nominace  | [ 37 ] [ 38 ] |
| Oscar                               | Nejlepší herec                                | Rock Hudson                                                            | nominace  | [ 37 ] [ 38 ] |
| Oscar                               | Nejlepší herečka ve vedlejší roli             | Mercedes McCambridgeová                                                | nominace  | [ 37 ] [ 38 ] |
| Oscar                               | Nejlepší adaptovaný scénář                    | Ivan Moffat a Fred Guiol                                               | nominace  | [ 37 ] [ 38 ] |
| Oscar                               | Nejlepší výprava                              | výtvarník: Boris Leven dekorace: Ralph S. Hurst                        | nominace  | [ 37 ] [ 38 ] |
| Oscar                               | Nejlepší kostýmy                              | Moss Mabry a Marjorie Bestová                                          | nominace  | [ 37 ] [ 38 ] |
| Oscar                               | Nejlepší střih                                | William Hornbeck, Philip W. Anderson a Fred Bohanan                    | nominace  | [ 37 ] [ 38 ] |
| Oscar                               | Nejlepší původní hudba                        | Dimitri Tiomkin                                                        | nominace  | [ 37 ] [ 38 ] |
| Photoplay Awards                    | Zlatá medaile                                 | Zlatá medaile                                                          | vítězství | [ 39 ]        |
| Zlatý glóbus                        | Nejlepší film – drama                         | Nejlepší film – drama                                                  | nominace  | [ 39 ]        |
| Zlatý glóbus                        | Nejlepší režie                                | George Stevens                                                         | nominace  | [ 39 ]        |
| Zlatý glóbus                        | Objev roku – herečka                          | Carroll Bakerová (rovněž také za film Baby Doll)                       | vítězství | [ 39 ]        |

### Další ocenění

#### UznáníAmerického filmového institutu
- AFI's 100 Years...100 Movies – 82. místo

## Kulturní odkazy
Gigant je považován za inspiraci pro úspěšný televizní seriál Dallas. Obě díla se zaměřují na střet bohatých ropných magnátů a rančerů v Texasu v polovině respektive druhé polovině 20. století. Navíc mají obě produkce antagonistu s iniciály J. R.

V roce 1978 označil Martin Scorsese film za své provinilé potěšení:

Viděl jsem ten film už více než čtyřicetkrát. Nemám rád ten očividný romantismus a je to hodně vykonstruované, ale je v tom víc, než lidé vidí. Týká se to zachycení životního stylu v průběhu tolika let. Vidíte, jak lidé stárnou. Mám rád Jamese Deana; líbí se mi použití hudby, i když ji složil Dimitri Tiomkin; líbí se mi představa domu od Borise Levena a jeho proměny; líbí se mi široký záběr Mercedes McCambridgeové, jak krotí mustanga, pak střih na extrémní detail, jak ho bodne ostruhou, a zpět na široký záběr. Co se týče filmařského řemesla, Gigant je inspirativní film. Nemyslím tím morálně, ale vizuálně. Je to celé o obrazu.
Vznik Giganta se stal podkladem pro divadelní hru Come Back to the 5 & Dime, Jimmy Dean, Jimmy Dean, která byla později zfilmována pod stejným názvem, který byl v české distribuci přeložen jako Spolek fanoušků Jamese Deana.
V roce 1981 se v reklamní kampani společnosti Levi Strauss a televizním spotu, který uváděl na trh dámskou verzi džínů 501, objevila herečka s replikou: „Travisi, jsi o několik let pozadu,“ čímž odkazovala na scénu s Jamesem Deanem z tohoto filmu.
V dubnu 2015 uvedl LGBT magazín The Advocate, že film „se může pochlubit největším počtem homosexuálních a bisexuálních herců v jednom snímku“, přičemž poznamenal, že James Dean, Rock Hudson, Sal Mineo a Earl Holliman byli všichni buď bisexuálové, či homosexuálové. Časopis rovněž poznamenal, že postava Luz, kterou ztvárnila Mercedes McCambridgeová, naznačovala svou homosexualitu alespoň svým jménem, a dodal, že ačkoli McCambridgeová nikdy veřejně nepřiznala svou orientaci, „zahrála na plátně dokonale ty nejvýraznější lesbické role“.
Únorové číslo časopisu New York Magazine z roku 2020 zařadilo Giganta mezi „nejlepší filmy, které nezískaly Oscara za nejlepší film“.
Na Giganta bylo odkazováno v seriálu Futurama, konkrétně v epizodě „Pod kopyty bugolů“, kde se objevuje dům rodiny Wongových, jehož podoba byla inspirována domem z filmu. Na scénu v dineru, kde se Bick Benedict snažil domluvit vedoucímu restaurace, je naráženo v animovaném filmu Zootropolis: Město zvířat.
V srpnu 1991 byl vydán hudební videoklip k písni „Into the Great Wide Open“ od americké kapely Tom Petty and the Heartbreakers, kde se objevila scéna s postavou Eddieho Rebela (Johnny Depp), který si v jedné scéně dává za hlavu stojan s mikrofonem, což má být parodií na Giganta, kde podobnou věc dělal Jett Rink (James Dean) s puškou.